# Kabinet-Nehammer
Het kabinet–Nehammer was de regering van de Bondsrepubliek Oostenrijk sinds 6 december 2021 tot en met 10 januari 2025. Van  10 januari tot 3 maart 2025 was Alexander Schallenberg tijdelijk bondskanselier.

## Kabinet–Nehammer (2021–2025)
| Ambtsbekleder                                                | Ambtsbekleder          | Ambtsbekleder                 | Functie(s)                                      | Ambtstermijn    | Ambtstermijn    | Partij(en) |
| ------------------------------------------------------------ | ---------------------- | ----------------------------- | ----------------------------------------------- | --------------- | --------------- | ---------- |
|                                                              | Karl Nehammer          | Karl Nehammer (1972)          | Bondskanselier                                  | 6 december 2021 | 10 januari 2025 | ÖVP        |
|                                                              | Werner Kogler          | Werner Kogler (1961)          | Vicekanselier                                   | 7 januari 2020  | 2 maart 2025    | Die Grünen |
| Minister voor Administratieve Zaken, Kunst, Cultuur en Sport | Werner Kogler          | Werner Kogler (1961)          |                                                 | 7 januari 2020  | 2 maart 2025    | Die Grünen |
|                                                              | Gerhard Karner         | Gerhard Karner (1967)         | Minister van Binnenlandse Zaken                 | 6 december 2021 | 2 maart 2025    | ÖVP        |
|                                                              | Alexander Schallenberg | Alexander Schallenberg (1969) | Minister van Buitenlandse Zaken                 | 6 december 2021 | 2 maart 2025    | ÖVP        |
|                                                              | Magnus Brunner         | Magnus Brunner (1972)         | Minister van Financiën                          | 6 december 2021 | 2 maart 2025    | ÖVP        |
|                                                              | Alma Zadić             | Alma Zadić (1984)             | Minister van Justitie                           | 7 januari 2020  | 2 maart 2025    | Die Grünen |
|                                                              | Margarete Schramböck   | Margarete Schramböck (1970)   | Minister van Economische Zaken                  | 7 januari 2020  | 12 mei 2022     | ÖVP        |
|                                                              | Martin Kocher          | Martin Kocher (1973)          | Minister van Economische Zaken                  | 12 mei 2022     | 2 maart 2025    | O          |
| Minister van Arbeid                                          | Martin Kocher          | Martin Kocher (1973)          | 1 februari 2021                                 |                 | 2 maart 2025    | O          |
|                                                              | Klaudia Tanner         | Klaudia Tanner (1970)         | Minister van Defensie                           | 7 januari 2020  | 2 maart 2025    | ÖVP        |
|                                                              | Wolfgang Mückstein     | Wolfgang Mückstein (1974)     | Minister van Volksgezondheid                    | 20 april 2021   | 8 maart 2022    | Die Grünen |
| Minister van Sociale Zaken                                   | Wolfgang Mückstein     | Wolfgang Mückstein (1974)     |                                                 | 20 april 2021   | 8 maart 2022    | Die Grünen |
|                                                              | Johannes Rauch         | Johannes Rauch (1959)         | Minister van Volksgezondheid                    | 8 maart 2022    | 2 maart 2025    | Die Grünen |
| Minister van Sociale Zaken                                   | Johannes Rauch         | Johannes Rauch (1959)         |                                                 | 8 maart 2022    | 2 maart 2025    | Die Grünen |
|                                                              | Martin Polaschek       | Martin Polaschek (1965)       | Minister van Onderwijs, Wetenschap en Onderzoek | 6 december 2021 | 2 maart 2025    | O          |
|                                                              | Leonore Gewessler      | Leonore Gewessler (1977)      | Minister van Transport en Technologie           | 7 januari 2020  | 2 maart 2025    | Die Grünen |
|                                                              | Elisabeth Köstinger    | Elisabeth Köstinger (1978)    | Minister van Landbouw en Milieu                 | 7 januari 2020  | 18 mei 2022     | ÖVP        |
|                                                              |                        | Norbert Totschnig (1974)      | Minister van Landbouw en Milieu                 | 18 mei 2022     | 2 maart 2025    | ÖVP        |
|                                                              | Susanne Raab           | Susanne Raab (1984)           | Minister voor Immigratie en Integratie          | 7 januari 2020  | 2 maart 2025    | ÖVP        |
| Minister voor Jeugd, Gezin, Vrouwen Gelijkheid en Media      | Susanne Raab           | Susanne Raab (1984)           | 1 februari 2021                                 |                 | 2 maart 2025    | ÖVP        |
|                                                              | Karoline Edtstadler    | Karoline Edtstadler (1981)    | Minister voor Europese Zaken                    | 7 januari 2020  | 2 maart 2025    | ÖVP        |

Renner · Figl I · Figl II · Figl III · Raab I · Raab II · Raab III · Raab IV · Gorbach I · Gorbach II · Klaus I · Klaus II · Kreisky I · Kreisky II · Kreisky III · Kreisky IV · Sinowatz · Vranitzky I · Vranitzky I · Vranitzky III · Vranitzky IV · Vranitzky V · Klima · Schüssel I · Schüssel II · Gusenbauer · Faymann I · Faymann II · Kern · Kurz I · Bierlein · Kurz II · Schallenberg · Nehammer · Stocker